# کیتا فوروساوا
کیتا فوروساوا (ژاپنی: 古澤 慶太؛ زادهٔ ۱ ژوئیهٔ ۱۹۹۲) یک بازیکن فوتبال اهل ژاپن است.
از باشگاه‌هایی که در آن بازی کرده‌است می‌توان به باشگاه فوتبال رینوفا یاماگوچی اشاره کرد.